# Distritos Electorales Federales de Alemania

Los 299 Distritos Electorales Federales de Alemania

Los distritos electorales federales de Alemania son las 299 unidades en que se divide el territorio alemán para el propósito de elecciones. Cada distrito elige un diputado por mayoría uninominal al Bundestag por un periodo de cuatro años.
Al menos otros 299 representantes más son elegidos vía plurinominal de listas cerradas en cada uno de los dieciséis Länder distribuidos de una manera en que se asegure que la proporción general de representantes de cada entidad sea aproximadamente igual a la proporción de votos recibidos de su respectiva lista.
Actualmente el 21.º Bundestag se compone de 630 miembros, de los cuales 299 son elegidos de forma directa, 331 más se eligen mediante un segundo voto por preferencia partidista y el resto es en relación proporcional. Desde el año de 2009, el Bundestag se elige por el método de Sainte-Laguë.
Las circunscripciones electorales se encuentran estipuladas en la Ley Fundamental para la República Federal de Alemania de 1949.
La última elección que se celebró fue la del 23 de febrero de 2025 para elegir a los diputados al 21.º Bundestag.

### Reforma Electoral de 2023
En las elecciones federales de 2021, el Bundestag alcanzó un tamaño récord de 736 miembros, convirtiéndose en el parlamento elegido libremente más grande del mundo. Esta expansión se debió a la acumulación de escaños adicionales y de compensación, diseñados para mantener la proporcionalidad del sistema electoral. Ante esta situación, el gobierno de coalición liderado por Olaf Scholz propuso una reforma para fijar el tamaño del Bundestag en 630 escaños y eliminar estos escaños adicionales.

#### Cambios principales introducidos
1. Fijación del tamaño del Bundestag: Se estableció un número fijo de 630 escaños, eliminando la posibilidad de expansión mediante escaños adicionales y de compensación.[3]
2. Eliminación de la cláusula del mandato básico: Anteriormente, los partidos que ganaban al menos tres escaños de circunscripción podían obtener representación proporcional completa, incluso si no alcanzaban el umbral del 5% de los votos. La reforma eliminó esta excepción, estableciendo que solo los partidos que superen el 5% de los votos válidos obtendrán representación proporcional.[4]
3. Asignación de escaños basada únicamente en el segundo voto: La distribución de escaños se determinó exclusivamente por la proporción de votos de la lista del partido, eliminando los escaños excedentes que se otorgaban cuando un partido ganaba más circunscripciones de las que le correspondían proporcionalmente.[5]

#### Implicaciones y controversias
La reforma fue objeto de críticas por parte de partidos como la CSU y Die Linke, que se beneficiaban del sistema anterior. Ambos partidos presentaron recursos ante el Tribunal Constitucional Federal, argumentando que la eliminación de la cláusula del mandato básico era inconstitucional y afectaba la representación de partidos regionales y pequeños.
El 30 de julio de 2024, el Tribunal Constitucional dictaminó que la eliminación de la cláusula del mandato básico era inconstitucional, restableciéndola como medida provisional para las elecciones de 2025. Sin embargo, el tribunal confirmó la constitucionalidad de la fijación del tamaño del Bundestag en 630 escaños y la eliminación de los escaños adicionales y de compensación.

#### Ajustes en las circunscripciones
Como parte de la reforma, se realizaron cambios en los límites de las circunscripciones para equilibrar la representación poblacional. Aunque el número total de 299 circunscripciones se mantuvo, Baviera, gano una circunscripción, mientras que Sajonia-Anhalt, perdió una.

## Distritos electorales actuales
Unión Demócrata Cristiana de Alemania     Partido Socialdemócrata de Alemania     Alternativa para Alemania     Unión Social Cristiana de Baviera     La Izquierda     Alianza 90/Los Verdes     Partido del Socialismo Democrático     Partido Democrático Libre

### Schleswig-Holstein
| Distrito | Distrito                           | Miembro           | Electores | 2025   | 2021 | 2017 | 2013 | 2009 | 2005 | 2002 | 1998 | 1994 | 1990 |
| -------- | ---------------------------------- | ----------------- | --------- | ------ | ---- | ---- | ---- | ---- | ---- | ---- | ---- | ---- | ---- |
| 1        | Flensburg – Schleswig              | Vacante           | 231,536   | [ 10 ] |      |      |      |      |      |      |      |      |      |
| 2        | Nordfriesland – Dithmarschen Nord  | Leif Bodin        | 188,267   |        |      |      |      |      |      |      |      |      |      |
| 3        | Steinburg – Dithmarschen Süd       | Mark Helfrich     | 176,899   |        |      |      |      |      |      |      |      |      |      |
| 4        | Rendsburg - Eckernförde            | Johann Wadephul   | 202,226   |        |      |      |      |      |      |      |      |      |      |
| 5        | Kiel                               | Luise Amtsberg    | 202,482   |        |      |      |      |      |      |      |      |      |      |
| 6        | Plön – Neumünster                  | Sandra Carstensen | 174,908   |        |      |      |      |      |      |      |      |      |      |
| 7        | Pinneberg                          | Daniel Kölbl      | 238,388   |        |      |      |      |      |      |      |      |      |      |
| 8        | Segeberg – Stormarn-Mitte          | Melanie Bernstein | 249,202   |        |      |      |      |      |      |      |      |      |      |
| 9        | Ostholstein – Stormarn-Nord        | Sebastian Schmidt | 183,138   |        |      |      |      |      |      |      |      |      |      |
| 10       | Herzogtum Lauenburg – Stormarn-Süd | Henri Schmidt     | 246,277   |        |      |      |      |      |      |      |      |      |      |
| 11       | Lübeck                             | Tim Klüssendorf   | 179,394   |        |      |      |      |      |      |      |      |      |      |

### Mecklemburgo-Pomerania Occidental
| Distrito | Distrito                                                              | Miembro                 | Electores | 2025   | 2021 | 2017 | 2013 | 2009 | 2005 | 2002 | 1998 | 1994 | 1990 |
| -------- | --------------------------------------------------------------------- | ----------------------- | --------- | ------ | ---- | ---- | ---- | ---- | ---- | ---- | ---- | ---- | ---- |
| 12       | Schwerin – Ludwigslust-Parchim I – Nordwestmecklenburg I              | Leif-Erik Holm          | 214,853   |        |      |      |      |      |      |      |      |      |      |
| 13       | Ludwigslust-Parchim II – Nordwestmecklenburg II – Landkreis Rostock I | Christoph Grimm         | 205,042   |        |      |      |      |      |      |      |      |      |      |
| 14       | Rostock – Landkreis Rostock II                                        | Vacante                 | 222,705   | [ 10 ] |      |      |      |      |      |      |      |      |      |
| 15       | Vorpommern-Rügen – Vorpommern-Greifswald I                            | Dario Seifert           | 241,066   |        |      |      |      |      |      |      |      |      |      |
| 16       | Mecklenburgische Seenplatte I – Vorpommern-Greifswald II              | Enrico Komning          | 221,421   |        |      |      |      |      |      |      |      |      |      |
| 17       | Mecklenburgische Seenplatte II – Landkreis Rostock III                | Ulrike Schielke-Ziesing | 209,348   |        |      |      |      |      |      |      |      |      |      |

### Hamburgo
| Distrito | Distrito                    | Miembro        | Electores | 2025 | 2021 | 2017 | 2013 | 2009 | 2005 | 2002 | 1998 | 1994 | 1990 |
| -------- | --------------------------- | -------------- | --------- | ---- | ---- | ---- | ---- | ---- | ---- | ---- | ---- | ---- | ---- |
| 18       | Hamburg-Mitte               | Falko Droßmann | 242,078   |      |      |      |      |      |      |      |      |      |      |
| 19       | Hamburg-Altona              | Linda Heitmann | 187,705   |      |      |      |      |      |      |      |      |      |      |
| 20       | Hamburg-Eimsbüttel          | Till Steffen   | 193,823   |      |      |      |      |      |      |      |      |      |      |
| 21       | Hamburg-Nord                | Christoph Ploß | 219,909   |      |      |      |      |      |      |      |      |      |      |
| 22       | Hamburg- Wandsbek           | Aydan Özoğuz   | 233,483   |      |      |      |      |      |      |      |      |      |      |
| 23       | Hamburg-Bergedorf – Harburg | Metin Hakverdi | 221,794   |      |      |      |      |      |      |      |      |      |      |

### Baja Sajonia
| Distrito | Distrito                                   | Miembro                      | Electores | 2025 | 2021 | 2017 | 2013 | 2009 | 2005 | 2002 | 1998 | 1994 | 1990 |
| -------- | ------------------------------------------ | ---------------------------- | --------- | ---- | ---- | ---- | ---- | ---- | ---- | ---- | ---- | ---- | ---- |
| 24       | Aurich – Emden                             | Johann Saathoff              | 191,846   |      |      |      |      |      |      |      |      |      |      |
| 25       | Unterems                                   | Gitta Connemann              | 238,506   |      |      |      |      |      |      |      |      |      |      |
| 26       | Friesland – Wilhelmshaven – Wittmund       | Siemtje Möller               | 189,047   |      |      |      |      |      |      |      |      |      |      |
| 27       | Oldenburg - Ammerland                      | Dennis Rohde                 | 228,705   |      |      |      |      |      |      |      |      |      |      |
| 28       | Delmenhorst – Wesermarsch – Oldenburg-Land | Bastian Ernst                | 226,827   |      |      |      |      |      |      |      |      |      |      |
| 29       | Cuxhaven – Stade II                        | Christoph Frauenpreiß        | 188,602   |      |      |      |      |      |      |      |      |      |      |
| 30       | Stade I – Rotenburg II                     | Vanessa-Kim Zobel            | 198,576   |      |      |      |      |      |      |      |      |      |      |
| 31       | Mittelems                                  | Albert Stegemann             | 233,253   |      |      |      |      |      |      |      |      |      |      |
| 32       | Cloppenburg - Vechta                       | Silvia Breher                | 223,948   |      |      |      |      |      |      |      |      |      |      |
| 33       | Diepholz – Nienburg I                      | Axel Knoerig                 | 194,371   |      |      |      |      |      |      |      |      |      |      |
| 34       | Osterholz – Verden                         | Andreas Mattfeldt            | 197,490   |      |      |      |      |      |      |      |      |      |      |
| 35       | Rotenburg I - Heidekreis                   | Lars Klingbeil               | 168,927   |      |      |      |      |      |      |      |      |      |      |
| 36       | Harburg                                    | Cornell-Annette Babendererde | 201,740   |      |      |      |      |      |      |      |      |      |      |
| 37       | Lüchow-Dannenberg – Lüneburg               | Jakob Blankenburg            | 182,673   |      |      |      |      |      |      |      |      |      |      |
| 38       | Osnabrück-Land                             | Lutz Brinkmann               | 199,960   |      |      |      |      |      |      |      |      |      |      |
| 39       | Stadt Osnabrück                            | Mathias Middelberg           | 195,467   |      |      |      |      |      |      |      |      |      |      |
| 40       | Nienburg II – Schaumburg                   | Marja-Liisa Völlers          | 193,863   |      |      |      |      |      |      |      |      |      |      |
| 41       | Stadt Hannover I                           | Adis Ahmetovic               | 176,770   |      |      |      |      |      |      |      |      |      |      |
| 42       | Stadt Hannover II                          | Boris Pistorius              | 190,336   |      |      |      |      |      |      |      |      |      |      |
| 43       | Hannover-Land I                            | Hendrik Hoppenstedt          | 231,250   |      |      |      |      |      |      |      |      |      |      |
| 44       | Celle – Uelzen                             | Henning Otte                 | 214,482   |      |      |      |      |      |      |      |      |      |      |
| 45       | Gifhorn – Peine                            | Hubertus Heil                | 219,966   |      |      |      |      |      |      |      |      |      |      |
| 46       | Hameln-Pyrmont – Holzminden                | Johannes Schraps             | 184,471   |      |      |      |      |      |      |      |      |      |      |
| 47       | Hannover-Land II                           | Matthias Miersch             | 238,323   |      |      |      |      |      |      |      |      |      |      |
| 48       | Hildesheim                                 | Daniela Rump                 | 215,131   |      |      |      |      |      |      |      |      |      |      |
| 49       | Salzgitter - Wolfenbüttel                  | Dunja Kreiser                | 200,922   |      |      |      |      |      |      |      |      |      |      |
| 50       | Braunschweig                               | Christos Pantazis            | 187,721   |      |      |      |      |      |      |      |      |      |      |
| 51       | Helmstedt – Wolfsburg                      | Alexander Jordan             | 180,147   |      |      |      |      |      |      |      |      |      |      |
| 52       | Goslar – Northeim – Göttingen II           | Frauke Heiligenstadt         | 197,519   |      |      |      |      |      |      |      |      |      |      |
| 53       | Göttingen                                  | Fritz Güntzler               | 214,542   |      |      |      |      |      |      |      |      |      |      |

### Bremen
| Distrito | Distrito                | Miembro     | Electores | 2025   | 2021 | 2017 | 2013 | 2009 | 2005 | 2002 | 1998 | 1994 | 1990 |
| -------- | ----------------------- | ----------- | --------- | ------ | ---- | ---- | ---- | ---- | ---- | ---- | ---- | ---- | ---- |
| 54       | Bremen I                | Vacante     | 245,384   | [ 10 ] |      |      |      |      |      |      |      |      |      |
| 55       | Bremen II – Bremerhaven | Uwe Schmidt | 214,365   |        |      |      |      |      |      |      |      |      |      |

### Brandeburgo
| Distrito | Distrito                                                                           | Miembro       | Electores | 2025   | 2021 | 2017 | 2013 | 2009 | 2005 | 2002 | 1998 | 1994 | 1990 |
| -------- | ---------------------------------------------------------------------------------- | ------------- | --------- | ------ | ---- | ---- | ---- | ---- | ---- | ---- | ---- | ---- | ---- |
| 56       | Prignitz – Ostprignitz-Ruppin – Havelland I                                        | Götz Frömming | 172,726   |        |      |      |      |      |      |      |      |      |      |
| 57       | Uckermark – Barnim I                                                               | Hannes Gnauck | 182,836   |        |      |      |      |      |      |      |      |      |      |
| 58       | Oberhavel – Havelland II                                                           | Vacante       | 249,331   | [ 10 ] |      |      |      |      |      |      |      |      |      |
| 59       | Märkisch-Oderland – Barnim II                                                      | René Springer | 230,391   |        |      |      |      |      |      |      |      |      |      |
| 60       | Brandenburg an der Havel – Potsdam-Mittelmark I – Havelland III – Teltow-Fläming I | Arne Raue     | 202,955   |        |      |      |      |      |      |      |      |      |      |
| 61       | Potsdam – Potsdam-Mittelmark II – Teltow-Fläming II                                | Olaf Scholz   | 232,797   |        |      |      |      |      |      |      |      |      |      |
| 62       | Dahme-Spreewald – Teltow-Fläming III                                               | Steffen Kotré | 252,744   |        |      |      |      |      |      |      |      |      |      |
| 63       | Frankfurt (Oder) – Oder-Spree                                                      | Rainer Galla  | 191,387   |        |      |      |      |      |      |      |      |      |      |
| 64       | Cottbus – Spree-Neiße                                                              | Lars Schieske | 171,267   |        |      |      |      |      |      |      |      |      |      |
| 65       | Elbe-Elster – Oberspreewald-Lausitz                                                | Birgit Bessin | 162,410   |        |      |      |      |      |      |      |      |      |      |

### Sajonia-Anhalt
| Distrito | Distrito                     | Miembro            | Electores | 2025   | 2021 | 2017 | 2013 | 2009 | 2005 | 2002 | 1998 | 1994 | 1990 |
| -------- | ---------------------------- | ------------------ | --------- | ------ | ---- | ---- | ---- | ---- | ---- | ---- | ---- | ---- | ---- |
| 66       | Altmark – Jerichower Land    | Thomas Korell      | 159,998   |        |      |      |      |      |      |      |      |      |      |
| 67       | Börde – Salzlandkreis        | Jan Wenzel Schmidt | 215,532   |        |      |      |      |      |      |      |      |      |      |
| 68       | Harz                         | Christina Baum     | 207,942   |        |      |      |      |      |      |      |      |      |      |
| 69       | Magdeburg                    | Claudia Weiss      | 229,198   |        |      |      |      |      |      |      |      |      |      |
| 70       | Anhalt – Dessau – Wittenberg | Volker Scheurell   | 169,749   |        |      |      |      |      |      |      |      |      |      |
| 71       | Halle                        | Vacante            | 209,765   | [ 10 ] |      |      |      |      |      |      |      |      |      |
| 72       | Burgenland – Saalekreis      | Martin Reichardt   | 184,352   |        |      |      |      |      |      |      |      |      |      |
| 73       | Mansfeld                     | Kay-Uwe Ziegler    | 198,676   |        |      |      |      |      |      |      |      |      |      |

### Berlín
| Distrito | Distrito                                               | Miembro           | Electores | 2025 | 2021 | 2017 | 2013 | 2009 | 2005 | 2002 | 1998 | 1994 | 1990 |
| -------- | ------------------------------------------------------ | ----------------- | --------- | ---- | ---- | ---- | ---- | ---- | ---- | ---- | ---- | ---- | ---- |
| 74       | Berlin-Mitte                                           | Hanna Steinmüller | 207,483   |      |      |      |      |      |      |      |      |      |      |
| 75       | Berlin-Pankow                                          | Julia Schneider   | 235,647   |      |      |      |      |      |      |      |      |      |      |
| 76       | Berlin-Reinickendorf                                   | Marvin Schulz     | 176,585   |      |      |      |      |      |      |      |      |      |      |
| 77       | Berlin-Spandau – Charlottenburg North                  | Helmut Kleebank   | 180,251   |      |      |      |      |      |      |      |      |      |      |
| 78       | Berlin-Steglitz-Zehlendorf                             | Adrian Grasse     | 217,814   |      |      |      |      |      |      |      |      |      |      |
| 79       | Berlin-Charlottenburg-Wilmersdorf                      | Lukas Krieger     | 196,800   |      |      |      |      |      |      |      |      |      |      |
| 80       | Berlin-Tempelhof-Schöneberg                            | Moritz Heuberger  | 231,500   |      |      |      |      |      |      |      |      |      |      |
| 81       | Berlin-Neukölln                                        | Ferat Koçak       | 197,037   |      |      |      |      |      |      |      |      |      |      |
| 82       | Berlin-Friedrichshain-Kreuzberg – Prenzlauer Berg East | Pascal Meiser     | 220,014   |      |      |      |      |      |      |      |      |      |      |
| 83       | Berlin-Treptow - Köpenick                              | Gregor Gysi       | 207,127   |      |      |      |      |      |      |      |      |      |      |
| 84       | Berlin-Marzahn - Hellersdorf                           | Gottfried Curio   | 197,988   |      |      |      |      |      |      |      |      |      |      |
| 85       | Berlin-Lichtenberg                                     | Ines Schwerdtner  | 200,673   |      |      |      |      |      |      |      |      |      |      |

### Renania del Norte-Westfalia
| Distrito | Distrito                            | Miembro                      | Electores | 2025 | 2021 | 2017 | 2013 | 2009 | 2005 | 2002 | 1998 | 1994 | 1990 |
| -------- | ----------------------------------- | ---------------------------- | --------- | ---- | ---- | ---- | ---- | ---- | ---- | ---- | ---- | ---- | ---- |
| 86       | Aachen I                            | Armin Laschet                | 176,306   |      |      |      |      |      |      |      |      |      |      |
| 87       | Aachen II                           | Catarina dos Santos-Wintz    | 226,420   |      |      |      |      |      |      |      |      |      |      |
| 88       | Heinsberg                           | Wilfried Oellers             | 192,346   |      |      |      |      |      |      |      |      |      |      |
| 89       | Düren                               | Thomas Rachel                | 199,656   |      |      |      |      |      |      |      |      |      |      |
| 90       | Rhein-Erft-Kreis I                  | Georg Kippels                | 249,035   |      |      |      |      |      |      |      |      |      |      |
| 91       | Euskirchen – Rhein-Erft-Kreis II    | Detlef Seif                  | 249,198   |      |      |      |      |      |      |      |      |      |      |
| 92       | Cologne I                           | Sanae Abdi                   | 190,630   |      |      |      |      |      |      |      |      |      |      |
| 93       | Cologne II                          | Sven Lehmann                 | 242,483   |      |      |      |      |      |      |      |      |      |      |
| 94       | Cologne III                         | Katharina Dröge              | 204,539   |      |      |      |      |      |      |      |      |      |      |
| 95       | Bonn                                | Hendrik Streeck              | 230,215   |      |      |      |      |      |      |      |      |      |      |
| 96       | Rhein-Sieg-Kreis I                  | Elisabeth Winkelmeier-Becker | 238,627   |      |      |      |      |      |      |      |      |      |      |
| 97       | Rhein-Sieg-Kreis II                 | Norbert Röttgen              | 216,063   |      |      |      |      |      |      |      |      |      |      |
| 98       | Oberbergischer Kreis                | Carsten Brodesser            | 206,640   |      |      |      |      |      |      |      |      |      |      |
| 99       | Rheinisch-Bergischer Kreis          | Caroline Bosbach             | 217,193   |      |      |      |      |      |      |      |      |      |      |
| 100      | Leverkusen – Cologne IV             | Karl Lauterbach              | 209,102   |      |      |      |      |      |      |      |      |      |      |
| 101      | Wuppertal I                         | Helge Lindh                  | 202,528   |      |      |      |      |      |      |      |      |      |      |
| 102      | Solingen – Remscheid – Wuppertal II | Jürgen Hardt                 | 220,204   |      |      |      |      |      |      |      |      |      |      |
| 103      | Mettmann I                          | Klaus Wiener                 | 203,030   |      |      |      |      |      |      |      |      |      |      |
| 104      | Mettmann II                         | Peter Beyer                  | 160,175   |      |      |      |      |      |      |      |      |      |      |
| 105      | Düsseldorf I                        | Thomas Jarzombek             | 220,827   |      |      |      |      |      |      |      |      |      |      |
| 106      | Düsseldorf II                       | Johannes Winkel              | 190,102   |      |      |      |      |      |      |      |      |      |      |
| 107      | Neuss I                             | Carl-Philipp Sassenrath      | 213,250   |      |      |      |      |      |      |      |      |      |      |
| 108      | Mönchengladbach                     | Günter Krings                | 185,185   |      |      |      |      |      |      |      |      |      |      |
| 109      | Krefeld I – Neuss II                | Ansgar Heveling              | 200,048   |      |      |      |      |      |      |      |      |      |      |
| 110      | Viersen                             | Martin Plum                  | 227,166   |      |      |      |      |      |      |      |      |      |      |
| 111      | Kleve                               | Stefan Rouenhoff             | 224,463   |      |      |      |      |      |      |      |      |      |      |
| 112      | Wesel I                             | Sascha van Beek              | 206,270   |      |      |      |      |      |      |      |      |      |      |
| 113      | Krefeld II – Wesel II               | Kerstin Radomski             | 175,852   |      |      |      |      |      |      |      |      |      |      |
| 114      | Duisburg I                          | Bärbel Bas                   | 163,394   |      |      |      |      |      |      |      |      |      |      |
| 115      | Duisburg II                         | Mahmut Özdemir               | 155,265   |      |      |      |      |      |      |      |      |      |      |
| 116      | Oberhausen – Wesel III              | Dirk Vöpel                   | 199,156   |      |      |      |      |      |      |      |      |      |      |
| 117      | Mülheim – Essen I                   | Sebastian Fiedler            | 182,895   |      |      |      |      |      |      |      |      |      |      |
| 118      | Essen II                            | Ingo Vogel                   | 156,298   |      |      |      |      |      |      |      |      |      |      |
| 119      | Essen III                           | Matthias Hauer               | 190,335   |      |      |      |      |      |      |      |      |      |      |
| 120      | Recklinghausen I                    | Frank Schwabe                | 165,193   |      |      |      |      |      |      |      |      |      |      |
| 121      | Recklinghausen II                   | Lars Ehm                     | 186,413   |      |      |      |      |      |      |      |      |      |      |
| 122      | Gelsenkirchen                       | Markus Töns                  | 168,496   |      |      |      |      |      |      |      |      |      |      |
| 123      | Steinfurt I – Borken I              | Jens Spahn                   | 202,388   |      |      |      |      |      |      |      |      |      |      |
| 124      | Bottrop – Recklinghausen III        | Nicklas Kappe                | 199,344   |      |      |      |      |      |      |      |      |      |      |
| 125      | Borken II                           | Anne König                   | 201,102   |      |      |      |      |      |      |      |      |      |      |
| 126      | Coesfeld – Steinfurt II             | Marc Henrichmann             | 194,695   |      |      |      |      |      |      |      |      |      |      |
| 127      | Steinfurt III                       | Anja Karliczek               | 195,513   |      |      |      |      |      |      |      |      |      |      |
| 128      | Münster                             | Maria Klein-Schmeink         | 233,953   |      |      |      |      |      |      |      |      |      |      |
| 129      | Warendorf                           | Henning Rehbaum              | 208,754   |      |      |      |      |      |      |      |      |      |      |
| 130      | Gütersloh I                         | Ralph Brinkhaus              | 234,177   |      |      |      |      |      |      |      |      |      |      |
| 131      | Bielefeld – Gütersloh II            | Wiebke Esdar                 | 243,059   |      |      |      |      |      |      |      |      |      |      |
| 132      | Herford – Minden-Lübbecke II        | Joachim Ebmeyer              | 226,894   |      |      |      |      |      |      |      |      |      |      |
| 133      | Minden-Lübbecke I                   | Oliver Vogt                  | 201,888   |      |      |      |      |      |      |      |      |      |      |
| 134      | Lippe I                             | Kerstin Vieregge             | 224,415   |      |      |      |      |      |      |      |      |      |      |
| 135      | Höxter – Gütersloh III – Lippe II   | Christian Haase              | 172,435   |      |      |      |      |      |      |      |      |      |      |
| 136      | Paderborn                           | Carsten Linnemann            | 231,534   |      |      |      |      |      |      |      |      |      |      |
| 137      | Hagen – Ennepe-Ruhr-Kreis I         | Tijen Ataoğlu                | 201,594   |      |      |      |      |      |      |      |      |      |      |
| 138      | Ennepe-Ruhr-Kreis II                | Katja Strauss-Köster         | 175,283   |      |      |      |      |      |      |      |      |      |      |
| 139      | Bochum I                            | Serdar Yüksel                | 202,393   |      |      |      |      |      |      |      |      |      |      |
| 140      | Herne – Bochum II                   | Hendrik Bollmann             | 173,939   |      |      |      |      |      |      |      |      |      |      |
| 141      | Dortmund I                          | Jens Peick                   | 206,727   |      |      |      |      |      |      |      |      |      |      |
| 142      | Dortmund II                         | Sabine Poschmann             | 199,317   |      |      |      |      |      |      |      |      |      |      |
| 143      | Unna I                              | Oliver Kaczmarek             | 194,493   |      |      |      |      |      |      |      |      |      |      |
| 144      | Hamm – Unna II                      | Michael Thews                | 231,226   |      |      |      |      |      |      |      |      |      |      |
| 145      | Soest                               | Oliver Pöpsel                | 231,811   |      |      |      |      |      |      |      |      |      |      |
| 146      | Hochsauerlandkreis                  | Friedrich Merz               | 200,496   |      |      |      |      |      |      |      |      |      |      |
| 147      | Siegen-Wittgenstein                 | Benedikt Büdenbender         | 207,672   |      |      |      |      |      |      |      |      |      |      |
| 148      | Olpe – Märkischer Kreis I           | Florian Müller               | 203,350   |      |      |      |      |      |      |      |      |      |      |
| 149      | Märkischer Kreis II                 | Paul Ziemiak                 | 195,816   |      |      |      |      |      |      |      |      |      |      |

### Sajonia
| Distrito | Distrito                               | Miembro           | Electores | 2025   | 2021 | 2017 | 2013 | 2009 | 2005 | 2002 | 1998 | 1994 | 1990 |
| -------- | -------------------------------------- | ----------------- | --------- | ------ | ---- | ---- | ---- | ---- | ---- | ---- | ---- | ---- | ---- |
| 150      | Nordsachsen                            | René Bochmann     | 161,279   |        |      |      |      |      |      |      |      |      |      |
| 151      | Leipzig I                              | Vacante           | 224,100   | [ 10 ] |      |      |      |      |      |      |      |      |      |
| 152      | Leipzig II                             | Sören Pellmann    | 231,178   |        |      |      |      |      |      |      |      |      |      |
| 153      | Leipzig-Land                           | Edgar Naujok      | 212,854   |        |      |      |      |      |      |      |      |      |      |
| 154      | Meißen                                 | Christian Reck    | 197,004   |        |      |      |      |      |      |      |      |      |      |
| 155      | Bautzen I                              | Karsten Hilse     | 206,895   |        |      |      |      |      |      |      |      |      |      |
| 156      | Görlitz                                | Tino Chrupalla    | 204,105   |        |      |      |      |      |      |      |      |      |      |
| 157      | Sächsische Schweiz-Osterzgebirge       | Steffen Janich    | 199,703   |        |      |      |      |      |      |      |      |      |      |
| 158      | Dresden I                              | Thomas Ladzinski  | 228,643   |        |      |      |      |      |      |      |      |      |      |
| 159      | Dresden II – Bautzen II                | Matthias Rentzsch | 234,432   |        |      |      |      |      |      |      |      |      |      |
| 160      | Mittelsachsen                          | Carolin Bachmann  | 193,828   |        |      |      |      |      |      |      |      |      |      |
| 161      | Chemnitz                               | Alexander Gauland | 188,691   |        |      |      |      |      |      |      |      |      |      |
| 162      | Chemnitzer Umland – Erzgebirgskreis II | Maximilian Krah   | 177,211   |        |      |      |      |      |      |      |      |      |      |
| 163      | Erzgebirgskreis I                      | Thomas Dietz      | 210,941   |        |      |      |      |      |      |      |      |      |      |
| 164      | Zwickau                                | Matthias Moosdorf | 197,831   |        |      |      |      |      |      |      |      |      |      |
| 165      | Vogtlandkreis                          | Mathias Weiser    | 184,973   |        |      |      |      |      |      |      |      |      |      |

### Hesse
| Distrito | Distrito                             | Miembro              | Electores | 2025   | 2021 | 2017 | 2013 | 2009 | 2005 | 2002 | 1998 | 1994 | 1990 |
| -------- | ------------------------------------ | -------------------- | --------- | ------ | ---- | ---- | ---- | ---- | ---- | ---- | ---- | ---- | ---- |
| 166      | Waldeck                              | Jan-Wilhelm Pohlmann | 184,073   |        |      |      |      |      |      |      |      |      |      |
| 167      | Kassel                               | Daniel Bettermann    | 218,474   |        |      |      |      |      |      |      |      |      |      |
| 168      | Werra-Meißner – Hersfeld-Rotenburg   | Wilhelm Gebhard      | 171,886   |        |      |      |      |      |      |      |      |      |      |
| 169      | Schwalm-Eder                         | Vacante              | 185,944   | [ 10 ] |      |      |      |      |      |      |      |      |      |
| 170      | Marburg                              | Sören Bartol         | 181,588   |        |      |      |      |      |      |      |      |      |      |
| 171      | Lahn-Dill                            | Johannes Volkmann    | 206,532   |        |      |      |      |      |      |      |      |      |      |
| 172      | Gießen                               | Frederik Bouffier    | 217,514   |        |      |      |      |      |      |      |      |      |      |
| 173      | Fulda                                | Michael Brand        | 208,542   |        |      |      |      |      |      |      |      |      |      |
| 174      | Main-Kinzig – Wetterau II – Schotten | Johannes Wiegelmann  | 178,307   |        |      |      |      |      |      |      |      |      |      |
| 175      | Hochtaunus                           | Markus Koob          | 179,842   |        |      |      |      |      |      |      |      |      |      |
| 176      | Wetterau I                           | Thomas Pauls         | 176,897   |        |      |      |      |      |      |      |      |      |      |
| 177      | Rheingau-Taunus – Limburg            | Klaus-Peter Willsch  | 220,466   |        |      |      |      |      |      |      |      |      |      |
| 178      | Wiesbaden                            | Stefan Korbach       | 186,735   |        |      |      |      |      |      |      |      |      |      |
| 179      | Hanau                                | Pascal Reddig        | 176,271   |        |      |      |      |      |      |      |      |      |      |
| 180      | Main-Taunus                          | Norbert Altenkamp    | 195,514   |        |      |      |      |      |      |      |      |      |      |
| 181      | Frankfurt am Main I                  | Vacante              | 201,216   | [ 10 ] |      |      |      |      |      |      |      |      |      |
| 182      | Frankfurt am Main II                 | Vacante              | 227,207   | [ 10 ] |      |      |      |      |      |      |      |      |      |
| 183      | Groß-Gerau                           | Vacante              | 174,082   | [ 10 ] |      |      |      |      |      |      |      |      |      |
| 184      | Offenbach                            | Björn Simon          | 219,511   |        |      |      |      |      |      |      |      |      |      |
| 185      | Darmstadt                            | Vacante              | 240,763   | [ 10 ] |      |      |      |      |      |      |      |      |      |
| 186      | Odenwald                             | Patricia Lips        | 233,901   |        |      |      |      |      |      |      |      |      |      |
| 187      | Bergstraße                           | Michael Meister      | 197,782   |        |      |      |      |      |      |      |      |      |      |

### Turingia
| Distrito | Distrito                                                      | Miembro             | Electores | 2025 | 2021 | 2017 | 2013 | 2009 | 2005 | 2002 | 1998 | 1994 | 1990 |
| -------- | ------------------------------------------------------------- | ------------------- | --------- | ---- | ---- | ---- | ---- | ---- | ---- | ---- | ---- | ---- | ---- |
| 188      | Eichsfeld – Nordhausen – Kyffhäuserkreis                      | Christopher Drößler | 209,203   |      |      |      |      |      |      |      |      |      |      |
| 189      | Eisenach – Wartburgkreis – Unstrut-Hainich-Kreis              | Stefan Möller       | 212,267   |      |      |      |      |      |      |      |      |      |      |
| 190      | Jena – Sömmerda – Weimarer Land I                             | Stefan Schröder     | 198,697   |      |      |      |      |      |      |      |      |      |      |
| 191      | Gotha – Ilm-Kreis                                             | Marcus Bühl         | 190,519   |      |      |      |      |      |      |      |      |      |      |
| 192      | Erfurt – Weimar – Weimarer Land II                            | Bodo Ramelow        | 217,944   |      |      |      |      |      |      |      |      |      |      |
| 193      | Gera – Greiz – Altenburger Land                               | Stephan Brandner    | 229,588   |      |      |      |      |      |      |      |      |      |      |
| 194      | Saalfeld-Rudolstadt – Saale-Holzland-Kreis – Saale-Orla-Kreis | Michael Kaufmann    | 219,437   |      |      |      |      |      |      |      |      |      |      |
| 195      | Suhl – Schmalkalden-Meiningen – Hildburghausen – Sonneberg    | Robert Teske        | 230,071   |      |      |      |      |      |      |      |      |      |      |

### Renania-Palatinado
| Distrito | Distrito                 | Miembro            | Electores | 2025   | 2021 | 2017 | 2013 | 2009 | 2005 | 2002 | 1998 | 1994 | 1990 |
| -------- | ------------------------ | ------------------ | --------- | ------ | ---- | ---- | ---- | ---- | ---- | ---- | ---- | ---- | ---- |
| 196      | Neuwied                  | Ellen Demuth       | 236,097   |        |      |      |      |      |      |      |      |      |      |
| 197      | Ahrweiler                | Mechthild Heil     | 191,196   |        |      |      |      |      |      |      |      |      |      |
| 198      | Koblenz                  | Josef Oster        | 189,619   |        |      |      |      |      |      |      |      |      |      |
| 199      | Mosel/Rhein-Hunsrück     | Marlon Bröhr       | 168,634   |        |      |      |      |      |      |      |      |      |      |
| 200      | Kreuznach                | Julia Klöckner     | 179,528   |        |      |      |      |      |      |      |      |      |      |
| 201      | Bitburg                  | Patrick Schnieder  | 161,723   |        |      |      |      |      |      |      |      |      |      |
| 202      | Trier                    | Vacante            | 187,536   | [ 10 ] |      |      |      |      |      |      |      |      |      |
| 203      | Montabaur                | Harald Orthey      | 209,489   |        |      |      |      |      |      |      |      |      |      |
| 204      | Mainz                    | Vacante            | 251,092   | [ 10 ] |      |      |      |      |      |      |      |      |      |
| 205      | Worms                    | Jan Metzler        | 211,985   |        |      |      |      |      |      |      |      |      |      |
| 206      | Ludwigshafen/Frankenthal | Vacante            | 205,998   | [ 10 ] |      |      |      |      |      |      |      |      |      |
| 207      | Neustadt – Speyer        | Johannes Steiniger | 217,120   |        |      |      |      |      |      |      |      |      |      |
| 208      | Kaiserslautern           | Matthias Mieves    | 219,832   |        |      |      |      |      |      |      |      |      |      |
| 209      | Pirmasens                | Florian Bilic      | 167,724   |        |      |      |      |      |      |      |      |      |      |
| 210      | Südpfalz                 | Thomas Gebhart     | 216,108   |        |      |      |      |      |      |      |      |      |      |

### Baviera
| Distrito | Distrito                           | Miembro                | Electores | 2025   | 2021 | 2017 | 2013 | 2009 | 2005 | 2002 | 1998 | 1994 | 1990 |
| -------- | ---------------------------------- | ---------------------- | --------- | ------ | ---- | ---- | ---- | ---- | ---- | ---- | ---- | ---- | ---- |
| 211      | Altötting                          | Stephan Mayer          | 168,656   |        |      |      |      |      |      |      |      |      |      |
| 212      | Erding – Ebersberg                 | Andreas Lenz           | 200,569   |        |      |      |      |      |      |      |      |      |      |
| 213      | Freising                           | Christian Moser        | 237,250   |        |      |      |      |      |      |      |      |      |      |
| 214      | Fürstenfeldbruck                   | Katrin Staffler        | 231,905   |        |      |      |      |      |      |      |      |      |      |
| 214      | Fürstenfeldbruck                   | Katrin Staffler        | 231,905   |        |      |      |      |      |      |      |      |      |      |
| 216      | Munich North                       | Hans Theiss            | 223,683   |        |      |      |      |      |      |      |      |      |      |
| 217      | Munich East                        | Wolfgang Stefinger     | 242,591   |        |      |      |      |      |      |      |      |      |      |
| 218      | Munich South                       | Vacante                | 214,606   | [ 10 ] |      |      |      |      |      |      |      |      |      |
| 219      | Munich West/Mitte                  | Stephan Pilsinger      | 242,252   |        |      |      |      |      |      |      |      |      |      |
| 220      | Munich Land                        | Florian Hahn           | 234,912   |        |      |      |      |      |      |      |      |      |      |
| 221      | Rosenheim                          | Daniela Ludwig         | 237,390   |        |      |      |      |      |      |      |      |      |      |
| 222      | Bad Tölz-Wolfratshausen – Miesbach | Alexander Radwan       | 166,662   |        |      |      |      |      |      |      |      |      |      |
| 223      | Starnberg – Landsberg am Lech      | Michael Kießling       | 214,828   |        |      |      |      |      |      |      |      |      |      |
| 224      | Traunstein                         | Siegfried Walch        | 208,815   |        |      |      |      |      |      |      |      |      |      |
| 225      | Weilheim                           | Alexander Dobrindt     | 168,473   |        |      |      |      |      |      |      |      |      |      |
| 226      | Deggendorf                         | Thomas Erndl           | 166,186   |        |      |      |      |      |      |      |      |      |      |
| 227      | Landshut                           | Florian Oßner          | 246,854   |        |      |      |      |      |      |      |      |      |      |
| 227      | Landshut                           | Florian Oßner          | 246,854   |        |      |      |      |      |      |      |      |      |      |
| 229      | Rottal-Inn                         | Günter Baumgartner     | 173,632   |        |      |      |      |      |      |      |      |      |      |
| 230      | Straubing                          | Alois Rainer           | 173,772   |        |      |      |      |      |      |      |      |      |      |
| 231      | Amberg                             | Susanne Hierl          | 216,071   |        |      |      |      |      |      |      |      |      |      |
| 232      | Regensburg                         | Peter Aumer            | 248,192   |        |      |      |      |      |      |      |      |      |      |
| 233      | Schwandorf                         | Martina Englhardt-Kopf | 222,424   |        |      |      |      |      |      |      |      |      |      |
| 234      | Weiden                             | Albert Rupprecht       | 165,807   |        |      |      |      |      |      |      |      |      |      |
| 235      | Bamberg                            | Thomas Silberhorn      | 182,586   |        |      |      |      |      |      |      |      |      |      |
| 236      | Bayreuth                           | Silke Launert          | 162,430   |        |      |      |      |      |      |      |      |      |      |
| 237      | Coburg                             | Jonas Geissler         | 156,571   |        |      |      |      |      |      |      |      |      |      |
| 238      | Hof                                | Heiko Hain             | 162,872   |        |      |      |      |      |      |      |      |      |      |
| 239      | Kulmbach                           | Emmi Zeulner           | 168,923   |        |      |      |      |      |      |      |      |      |      |
| 240      | Ansbach                            | Artur Auernhammer      | 243,174   |        |      |      |      |      |      |      |      |      |      |
| 241      | Erlangen                           | Konrad Körner          | 187,299   |        |      |      |      |      |      |      |      |      |      |
| 242      | Fürth                              | Tobias Winkler         | 250,730   |        |      |      |      |      |      |      |      |      |      |
| 243      | Nuremberg North                    | Vacante                | 188,283   | [ 10 ] |      |      |      |      |      |      |      |      |      |
| 244      | Nuremberg South                    | Michael Frieser        | 177,316   |        |      |      |      |      |      |      |      |      |      |
| 245      | Roth                               | Ralph Edelhäußer       | 229,279   |        |      |      |      |      |      |      |      |      |      |
| 246      | Aschaffenburg                      | Andrea Lindholz        | 182,652   |        |      |      |      |      |      |      |      |      |      |
| 247      | Bad Kissingen                      | Dorothee Bär           | 214,061   |        |      |      |      |      |      |      |      |      |      |
| 248      | Main-Spessart                      | Alexander Hoffmann     | 194,408   |        |      |      |      |      |      |      |      |      |      |
| 249      | Schweinfurt                        | Anja Weisgerber        | 196,710   |        |      |      |      |      |      |      |      |      |      |
| 250      | Würzburg                           | Hülya Düber            | 224,907   |        |      |      |      |      |      |      |      |      |      |
| 251      | Augsburg-Stadt                     | Vacante                | 207,543   | [ 10 ] |      |      |      |      |      |      |      |      |      |
| 252      | Augsburg-Land                      | Hansjörg Durz          | 249,372   |        |      |      |      |      |      |      |      |      |      |
| 253      | Donau-Ries                         | Ulrich Lange           | 195,774   |        |      |      |      |      |      |      |      |      |      |
| 254      | Neu-Ulm                            | Alexander Engelhard    | 241,919   |        |      |      |      |      |      |      |      |      |      |
| 255      | Memmingen – Unterallgäu            | Florian Dorn           | 159,352   |        |      |      |      |      |      |      |      |      |      |
| 256      | Oberallgäu                         | Mechthilde Wittmann    | 228,803   |        |      |      |      |      |      |      |      |      |      |
| 257      | Ostallgäu                          | Stephan Stracke        | 250,767   |        |      |      |      |      |      |      |      |      |      |

### Baden-Wurtemberg
| Distrito | Distrito                    | Miembro               | Electores | 2025   | 2021 | 2017 | 2013 | 2009 | 2005 | 2002 | 1998 | 1994 | 1990 |
| -------- | --------------------------- | --------------------- | --------- | ------ | ---- | ---- | ---- | ---- | ---- | ---- | ---- | ---- | ---- |
| 258      | Stuttgart I                 | Simone Fischer        | 191,811   |        |      |      |      |      |      |      |      |      |      |
| 259      | Stuttgart II                | Vacante               | 178,958   | [ 10 ] |      |      |      |      |      |      |      |      |      |
| 260      | Böblingen                   | Marc Biadacz          | 245,553   |        |      |      |      |      |      |      |      |      |      |
| 261      | Esslingen                   | David Preisendanz     | 166,628   |        |      |      |      |      |      |      |      |      |      |
| 262      | Nürtingen                   | Matthias Hiller       | 205,967   |        |      |      |      |      |      |      |      |      |      |
| 263      | Göppingen                   | Hermann Färber        | 177,107   |        |      |      |      |      |      |      |      |      |      |
| 264      | Waiblingen                  | Christina Stumpp      | 221,775   |        |      |      |      |      |      |      |      |      |      |
| 265      | Ludwigsburg                 | Steffen Bilger        | 215,312   |        |      |      |      |      |      |      |      |      |      |
| 266      | Neckar-Zaber                | Fabian Gramling       | 230,738   |        |      |      |      |      |      |      |      |      |      |
| 267      | Heilbronn                   | Alexander Throm       | 240,951   |        |      |      |      |      |      |      |      |      |      |
| 268      | Schwäbisch Hall – Hohenlohe | Christian von Stetten | 225,874   |        |      |      |      |      |      |      |      |      |      |
| 269      | Backnang – Schwäbisch Gmünd | Ingeborg Gräßle       | 177,062   |        |      |      |      |      |      |      |      |      |      |
| 270      | Aalen - Heidenheim          | Roderich Kiesewetter  | 220,686   |        |      |      |      |      |      |      |      |      |      |
| 271      | Karlsruhe-Stadt             | Zoe Mayer             | 205,608   |        |      |      |      |      |      |      |      |      |      |
| 272      | Karlsruhe-Land              | Nicolas Zippelius     | 209,147   |        |      |      |      |      |      |      |      |      |      |
| 273      | Rastatt                     | Kai Whittaker         | 204,890   |        |      |      |      |      |      |      |      |      |      |
| 274      | Heidelberg                  | Vacante               | 218,431   | [ 10 ] |      |      |      |      |      |      |      |      |      |
| 275      | Mannheim                    | Vacante               | 196,863   | [ 10 ] |      |      |      |      |      |      |      |      |      |
| 276      | Odenwald - Tauber           | Nina Warken           | 209,418   |        |      |      |      |      |      |      |      |      |      |
| 277      | Rhein-Neckar                | Vacante               | 196,882   | [ 10 ] |      |      |      |      |      |      |      |      |      |
| 278      | Bruchsal - Schwetzingen     | Olav Gutting          | 195,755   |        |      |      |      |      |      |      |      |      |      |
| 279      | Pforzheim                   | Gunther Krichbaum     | 217,126   |        |      |      |      |      |      |      |      |      |      |
| 280      | Calw                        | Klaus Mack            | 199,092   |        |      |      |      |      |      |      |      |      |      |
| 281      | Freiburg                    | Chantal Kopf          | 224,392   |        |      |      |      |      |      |      |      |      |      |
| 282      | Lörrach - Müllheim          | Vacante               | 231,076   | [ 10 ] |      |      |      |      |      |      |      |      |      |
| 283      | Emmendingen - Lahr          | Yannick Bury          | 218,872   |        |      |      |      |      |      |      |      |      |      |
| 284      | Offenburg                   | Johannes Rothenberger | 205,893   |        |      |      |      |      |      |      |      |      |      |
| 285      | Rottweil - Tuttlingen       | Maria-Lena Weiss      | 198,182   |        |      |      |      |      |      |      |      |      |      |
| 286      | Schwarzwald-Baar            | Thorsten Frei         | 162,800   |        |      |      |      |      |      |      |      |      |      |
| 287      | Konstanz                    | Andreas Jung          | 206,009   |        |      |      |      |      |      |      |      |      |      |
| 288      | Waldshut                    | Felix Schreiner       | 177,275   |        |      |      |      |      |      |      |      |      |      |
| 289      | Reutlingen                  | Michael Donth         | 199,189   |        |      |      |      |      |      |      |      |      |      |
| 290      | Tübingen                    | Vacante               | 198,791   | [ 10 ] |      |      |      |      |      |      |      |      |      |
| 291      | Ulm                         | Ronja Kemmer          | 223,376   |        |      |      |      |      |      |      |      |      |      |
| 292      | Biberach                    | Wolfgang Dahler       | 169,147   |        |      |      |      |      |      |      |      |      |      |
| 293      | Bodensee                    | Volker Mayer-Lay      | 174,430   |        |      |      |      |      |      |      |      |      |      |
| 294      | Ravensburg                  | Axel Müller           | 187,817   |        |      |      |      |      |      |      |      |      |      |
| 295      | Zollernalb - Sigmaringen    | Thomas Bareiß         | 182,648   |        |      |      |      |      |      |      |      |      |      |

### Sarre
| Distrito | Distrito    | Miembro          | Electores | 2025 | 2021 | 2017 | 2013 | 2009 | 2005 | 2002 | 1998 | 1994 | 1990 |
| -------- | ----------- | ---------------- | --------- | ---- | ---- | ---- | ---- | ---- | ---- | ---- | ---- | ---- | ---- |
| 296      | Saarbrücken | Josephine Ortleb | 192,929   |      |      |      |      |      |      |      |      |      |      |
| 297      | Saarlouis   | Philip Hoffmann  | 203,279   |      |      |      |      |      |      |      |      |      |      |
| 298      | St. Wendel  | Roland Theis     | 173,074   |      |      |      |      |      |      |      |      |      |      |
| 299      | Homburg     | Esra Limbacher   | 185,941   |      |      |      |      |      |      |      |      |      |      |

## Distritos electorales abolidos

Distribución de la circunscripciones entre el año 2005 a 2009
Distribución de la circunscripciones entre el año 2009 a 2013
Distribución de la circunscripciones entre el año 2013 a 2017
Distribución de la circunscripciones entre el año 2017 a 2021
Distribución de la circunscripciones entre el año 2021 a 2025
Distribución de la circunscripciones desde el año 2025

### Mecklemburgo-Pomerania Occidental
| Distrito | Distrito                                                                 | 2009 | 2005 | 2002 | 1998 | 1994 | 1990 |
| -------- | ------------------------------------------------------------------------ | ---- | ---- | ---- | ---- | ---- | ---- |
| 262      | Bundestagswahlkreis Wismar – Gadebusch – Grevesmühlen – Doberan – Bützow |      |      |      |      |      |      |
| 263      | Schwerin – Hagenow                                                       |      |      |      |      |      |      |
| 264      | Güstrow – Sternberg – Lübz – Parchim – Ludwigslust                       |      |      |      |      |      |      |
| 266      | Rostock(Land) – Ribnitz-Damgarten – Teterow – Malchin                    |      |      |      |      |      |      |
| 268      | Greifswald – Wolgast – Demmin                                            |      |      |      |      |      |      |
| 269      | Neubrandenburg – Altentreptow – Waren – Röbel                            |      |      |      |      |      |      |
| 270      | Neustrelitz – Strasburg – Pasewalk – Ueckermünde – Anklam                |      |      |      |      |      |      |
| 18       | Neubrandenburg – Mecklenburg-Strelitz – Uecker-Randow                    |      |      |      |      |      |      |

### Hamburgo
| Distrito | Distrito          | 1998 | 1994 | 1990 |
| -------- | ----------------- | ---- | ---- | ---- |
| 17       | Hamburg-Bergedorf |      |      |      |
| 18       | Hamburg-Harburg   |      |      |      |

### Baja Sajonia
| Distrito | Distrito                         | 2005 | 2002 | 1998 | 1994 | 1990 |
| -------- | -------------------------------- | ---- | ---- | ---- | ---- | ---- |
| 24       | Cuxhaven                         |      |      |      |      |      |
| 25       | Stade – Rotenburg I              |      |      |      |      |      |
| 47       | Goslar                           |      |      |      |      |      |
| 30       | Cuxhaven – Osterholz             |      |      |      |      |      |
| 31       | Stade – Cuxhaven                 |      |      |      |      |      |
| 35       | Rotenburg – Verden               |      |      |      |      |      |
| 36       | Soltau-Fallingbostel – Winsen L. |      |      |      |      |      |

### Bremen
| Distrito | Distrito    | 1998 | 1994 | 1990 |
| -------- | ----------- | ---- | ---- | ---- |
| 51       | Bremen-West |      |      |      |

### Brandeburgo
| Distrito | Distrito                                                    | 1998 | 1994 | 1990 |
| -------- | ----------------------------------------------------------- | ---- | ---- | ---- |
| 274      | Eberswalde – Bernau – Bad Freienwalde                       |      |      |      |
| 277      | Fürstenwalde – Strausberg – Seelow                          |      |      |      |
| 278      | Luckenwalde – Zossen – Jüterbog – Königs Wusterhausen       |      |      |      |
| 281      | Senftenberg – Calau – Spremberg                             |      |      |      |
| 282      | Bad Liebenwerda – Finsterwalde – Herzberg – Lübben – Luckau |      |      |      |

### Sajonia-Anhalt
| Distrito | Distrito                                                | 2021 | 2017 | 2013 | 2009 | 2005 | 2002 | 1998 | 1994 | 1990 |
| -------- | ------------------------------------------------------- | ---- | ---- | ---- | ---- | ---- | ---- | ---- | ---- | ---- |
| 284      | Elbe-Havel-Gebiet und Haldensleben – Wolmirstedt        |      |      |      |      |      |      |      |      |      |
| 287      | Magdeburg – Schönebeck – Wanzleben – Staßfurt           |      |      |      |      |      |      |      |      |      |
| 288      | Wittenberg – Gräfenhainichen – Jessen – Roßlau – Zerbst |      |      |      |      |      |      |      |      |      |
| 289      | Dessau – Bitterfeld                                     |      |      |      |      |      |      |      |      |      |
| 290      | Bernburg – Aschersleben – Quedlinburg                   |      |      |      |      |      |      |      |      |      |
| 292      | Halle-Neustadt – Saalkreis – Köthen                     |      |      |      |      |      |      |      |      |      |
| 293      | Merseburg – Querfurt – Weißenfels                       |      |      |      |      |      |      |      |      |      |
| 70       | Börde                                                   |      |      |      |      |      |      |      |      |      |
| 71       | Anhalt                                                  |      |      |      |      |      |      |      |      |      |
| 72       | Bernburg – Bitterfeld – Saalkreis                       |      |      |      |      |      |      |      |      |      |

### Berlín
| Distrito | Distrito                                                              | 1998 | 1994 | 1990 |
| -------- | --------------------------------------------------------------------- | ---- | ---- | ---- |
| 249      | Bundestagswahlkreis Berlin-Tiergarten – Wedding – Nord-Charlottenburg |      |      |      |
| 254      | Berlin-Kreuzberg – Schöneberg                                         |      |      |      |
| 257      | Berlin-Mitte – Prenzlauer Berg – Weißensee I                          |      |      |      |
| 259      | Berlin-Friedrichshain – Treptow – Lichtenberg I                       |      |      |      |
| 260      | Berlin-Köpenick – Lichtenberg II                                      |      |      |      |

### Renania del Norte-Westfalia
| Distrito | Distrito                                   | 1998 | 1994 | 1990 |
| -------- | ------------------------------------------ | ---- | ---- | ---- |
| 62       | Köln IV                                    |      |      |      |
| 68       | Leverkusen – Rheinisch-Bergischer Kreis II |      |      |      |
| 70       | Wuppertal II                               |      |      |      |
| 77       | Neuss II                                   |      |      |      |
| 79       | Krefeld                                    |      |      |      |
| 83       | Wesel II                                   |      |      |      |
| 88       | Essen I                                    |      |      |      |
| 94       | Gelsenkirchen II – Recklinghausen III      |      |      |      |
| 111      | Bochum II – Ennepe-Ruhr-Kreis II           |      |      |      |
| 115      | Dortmund III                               |      |      |      |
| 121      | Olpe – Siegen-Wittgenstein II              |      |      |      |
| 122      | Märkischer Kreis I                         |      |      |      |

### Sajonia
| Distrito | Distrito                                               | 2005 | 2002 | 1998 | 1994 | 1990 |
| -------- | ------------------------------------------------------ | ---- | ---- | ---- | ---- | ---- |
| 311      | Leipzig-Land – Borna – Geithain                        |      |      |      |      |      |
| 312      | Döbeln – Grimma – Oschatz                              |      |      |      |      |      |
| 313      | Meißen – Riesa – Großenhain                            |      |      |      |      |      |
| 314      | Hoyerswerda – Kamenz – Weißwasser                      |      |      |      |      |      |
| 315      | Görlitz – Zittau – Niesky                              |      |      |      |      |      |
| 316      | Bautzen – Löbau                                        |      |      |      |      |      |
| 317      | Pirna – Sebnitz – Bischofswerda                        |      |      |      |      |      |
| 320      | Dresden-Land – Freital – Dippoldiswalde                |      |      |      |      |      |
| 321      | Freiberg – Brand-Erbisdorf – Flöha – Marienberg        |      |      |      |      |      |
| 322      | Glauchau – Rochlitz – Hohenstein-Ernstthal – Hainichen |      |      |      |      |      |
| 324      | Chemnitz II – Chemnitz-Land                            |      |      |      |      |      |
| 325      | Annaberg – Stollberg – Zschopau                        |      |      |      |      |      |
| 326      | Aue – Schwarzenberg – Klingenthal                      |      |      |      |      |      |
| 156      | Kamenz – Hoyerswerda – Großenhain                      |      |      |      |      |      |
| 158      | Bautzen – Weißwasser                                   |      |      |      |      |      |
| 161      | Dresden II – Meißen I                                  |      |      |      |      |      |
| 162      | Freiberg – Mittlerer Erzgebirgskreis                   |      |      |      |      |      |
| 163      | Döbeln – Mittweida – Meißen II                         |      |      |      |      |      |
| 165      | Chemnitzer Land – Stollberg                            |      |      |      |      |      |
| 166      | Annaberg – Aue-Schwarzenberg                           |      |      |      |      |      |

### Hesse
| Distrito | Distrito              | 1998 | 1994 | 1990 |
| -------- | --------------------- | ---- | ---- | ---- |
| 126      | Werra-Meißner         |      |      |      |
| 128      | Hersfeld              |      |      |      |
| 140      | Frankfurt am Main III |      |      |      |

### Turingia
| Distrito | Distrito                                               | 2013 | 2009 | 2005 | 2002 | 1998 | 1994 | 1990 |
| -------- | ------------------------------------------------------ | ---- | ---- | ---- | ---- | ---- | ---- | ---- |
| 300      | Erfurt                                                 |      |      |      |      |      |      |      |
| 301      | Weimar – Apolda – Erfurt-Land                          |      |      |      |      |      |      |      |
| 302      | Jena – Rudolstadt – Stadtroda                          |      |      |      |      |      |      |      |
| 303      | Gera-Stadt – Eisenberg – Gera-Land I                   |      |      |      |      |      |      |      |
| 305      | Saalfeld – Pößneck – Schleiz – Lobenstein – Zeulenroda |      |      |      |      |      |      |      |
| 306      | Meiningen – Bad Salzungen – Hildburghausen – Sonneberg |      |      |      |      |      |      |      |
| 307      | Suhl – Schmalkalden – Ilmenau – Neuhaus                |      |      |      |      |      |      |      |
| 195      | Jena – Weimar – Weimarer Land                          |      |      |      |      |      |      |      |
| 196      | Gera – Saale-Holzland-Kreis                            |      |      |      |      |      |      |      |
| 194      | Gera – Jena – Saale-Holzland-Kreis                     |      |      |      |      |      |      |      |

### Renania-Palatinado
| Distrito | Distrito    | 1998 | 1994 | 1990 |
| -------- | ----------- | ---- | ---- | ---- |
| 156      | Frankenthal |      |      |      |

### Baviera
| Distrito | Distrito      | 2013 | 2009 | 2005 | 2002 | 1998 | 1994 | 1990 |
| -------- | ------------- | ---- | ---- | ---- | ---- | ---- | ---- | ---- |
| 203      | München-Mitte |      |      |      |      |      |      |      |
| 210      | Starnberg     |      |      |      |      |      |      |      |

### Baden-Wurtemberg
| Distrito | Distrito              | 2005 | 2002 | 1998 | 1994 | 1990 |
| -------- | --------------------- | ---- | ---- | ---- | ---- | ---- |
| 180      | Mannheim II           |      |      |      |      |      |
| 197      | Ravensburg – Bodensee |      |      |      |      |      |

### Sarre
| Distrito | Distrito       | 1998 | 1994 | 1990 |
| -------- | -------------- | ---- | ---- | ---- |
| 245      | Saarbrücken II |      |      |      |